# Erhard Etzlaub

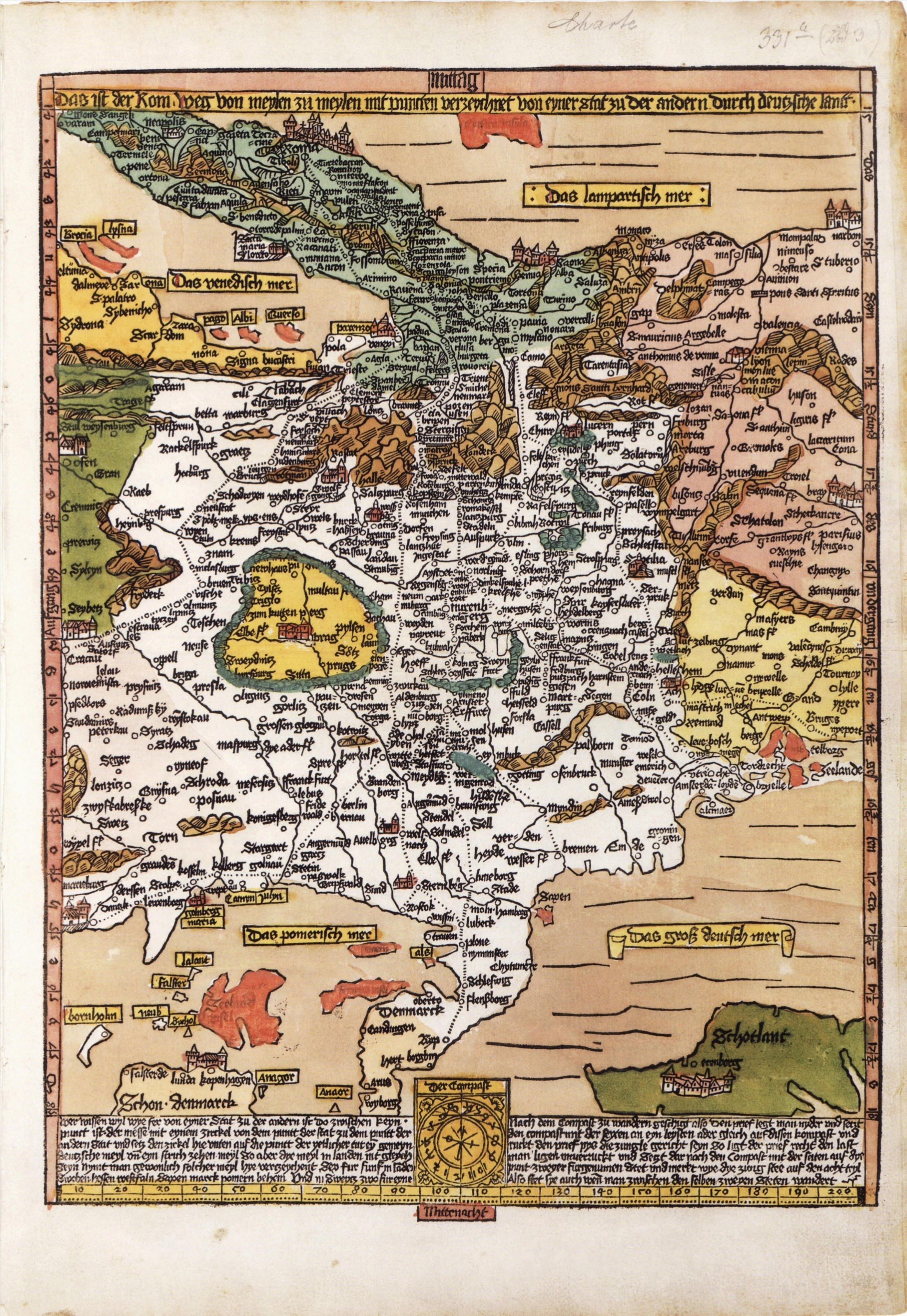
Kolorierte Erstausgabe der Romwegkarte, 1500.

Erhard Etzlaub (* um 1460 in Erfurt; † 1531 oder 1532 in Nürnberg) war Astronom, Kartograf, „Kompassbauer“ und Doktor der Medizin.

## Leben
„Erhart Etzlauber“ erlangte 1484 das Bürgerrecht der Reichsstadt Nürnberg, das Bürgerbuch verzeichnet dabei jedoch weder Herkunft noch Beruf. Unter der Annahme, dass Etzlaub identisch ist mit dem 1468 an der Erfurter Hochschule immatrikulierten „Eberhardus Eczleiben“, wird sein Geburtsjahr mit 1455–1460 angenähert. Nürnberger Verträge ab 1503 über einen Hauskauf auf Leibrente belegen, dass er damals mit einer Ursula verheiratet war. Brieflich wird er 1500 und 1507 als bedeutender Kompassmacher und 1507 auch als „geschworener Feldmesser“ bezeichnet. 1511 wurde er zum Hauptmann im Viertel am Heumarkt ernannt, bekleidete also eine höchst ehrbare öffentliche Funktion. Durch einen anderen Brief aus dem Jahr 1517 gilt als nachgewiesen, dass er aus Erfurt stammt und spätestens 1513 auch als Arzt tätig war. 1515 bezeichnete er sich im von ihm geschaffenen „Almanach“ (Wandkalender) als „Astronom und Leibarzt der Hohen Schule zu Erfurt“.
Etzlaub starb zwischen dem 20. Dezember 1531 und dem 21. Februar 1532 kinderlos und hinterließ eine Witwe.

## Der Kartograf

### Romweg-Karte
Anlässlich des Heiligen Jahres 1500, das einen starken Zustrom von Pilgern nach Rom versprach, führte er als Holzschnitt die „epochemachende“ Karte Das ist der Rom-Weg von meylen zu meylen mit puncten verzeychnet von eyner Stat zu der andern durch deutzsche lantt in der Größe von 41 × 29 cm (Maßstab ca. 1:5,6 Mio.) aus. Für die Straßendarstellung erfand Etzlaub eine einfache und brauchbare Methode: Mittels der Darstellung durch punktierte Linien konnte sowohl der Verlauf als auch die Entfernung zwischen zwei Orten abgelesen werden. Die Entfernung zwischen zwei Punkten beträgt je eine Deutsche Meile (7,4 km). In einer späteren Auflage machte Etzlaub die politischen Grenzen durch unterschiedliche Farbgebung kenntlich. Die Karte ist wie alle Karten Etzlaubs nach Süden orientiert, d. h. Süden liegt oben, die Himmelsrichtungen sind mit Mittag oben, Aufgang links, Undergang rechts und Mitternacht unten beschriftet. Am unteren Kartenrand ist ebenfalls ein Sonnenkompass eingezeichnet und dessen Verwendung in einer Legende erläutert. Zeichner, Holzschneider und Drucker werden nicht genannt, es kann allerdings davon ausgegangen werden, dass die Karten von Georg Glockendon herausgegeben wurden.
Die Karte verzeichnet das Gebiet zwischen dem 58. und dem 41. Breitengrad, von Viborg bis nach Neapel, und von Krakau im Osten bis etwa zur Linie Narbonne–Brüssel im Westen. Die Straßen gehen von den wichtigsten Städten an der Peripherie des Reiches aus, durchziehen dieses strahlenförmig und laufen in Rom zusammen.
Die Daten hierfür hatte Etzlaub wohl aus Informationen reisender Kaufleute gesammelt und teilweise wohl auch der nicht erhaltenen Klosterneuburger Fridericuskarte von etwa 1421 entnommen. Es sind mehrere erhaltene Exemplare bekannt, so in der Staats- und Universitätsbibliothek Göttingen, im Germanischen Nationalmuseum Nürnberg, in der Staatsbibliothek zu Berlin, in der Bibliothèque Nationale Paris und der British Library London.

### Landstraßen-Karte „durch das Romisch reych“
Eine auf das Format 54,5 × 39,7 cm vergrößerte und veränderte Karte Das sein dy lantstrassen durch das Romisch reych; von einem Kunigreich zw dem andern dy an Tewtsche Land stossen von meilen zu meilen mit puncten verzeichnet wurde Getruckt von Georg glogkendon zw Nurnbergk 1501. Dessen Sohn Albrecht gab 1533 nach Etzlaubs Tod noch eine unveränderte weitere Auflage heraus. Heute ist von diesen Drucken nur noch ein Exemplar in Deutschland bekannt (es befindet sich im Stadtarchiv Löbau in Sachsen), ein weiteres aus der Hauslab-Liechtenstein-Bibliothek in Wien befindet sich heute in Harvard.
Die Karte reicht bis zum 40. Breitengrad südlich von Salerno und zeigt die ganze Insel Korsika (Cvrsica). Im Westen wurde sie bis Paris (Parisium) erweitert, im Norden wurde Schottland, in der Darstellung „ptolemäisch west-östlich umgebogen“, detaillierter ausgeführt. Der linke Rand verzeichnet die einzelnen Breitengrade von 40° bis 52°, am rechten Rand sind die mathematischen Klimate vermerkt. Wie bei der Romweg-Karte sind in der unteren Randleiste die Längengrade durch Zehnmeilenstriche von 10 bis 210 ersetzt.

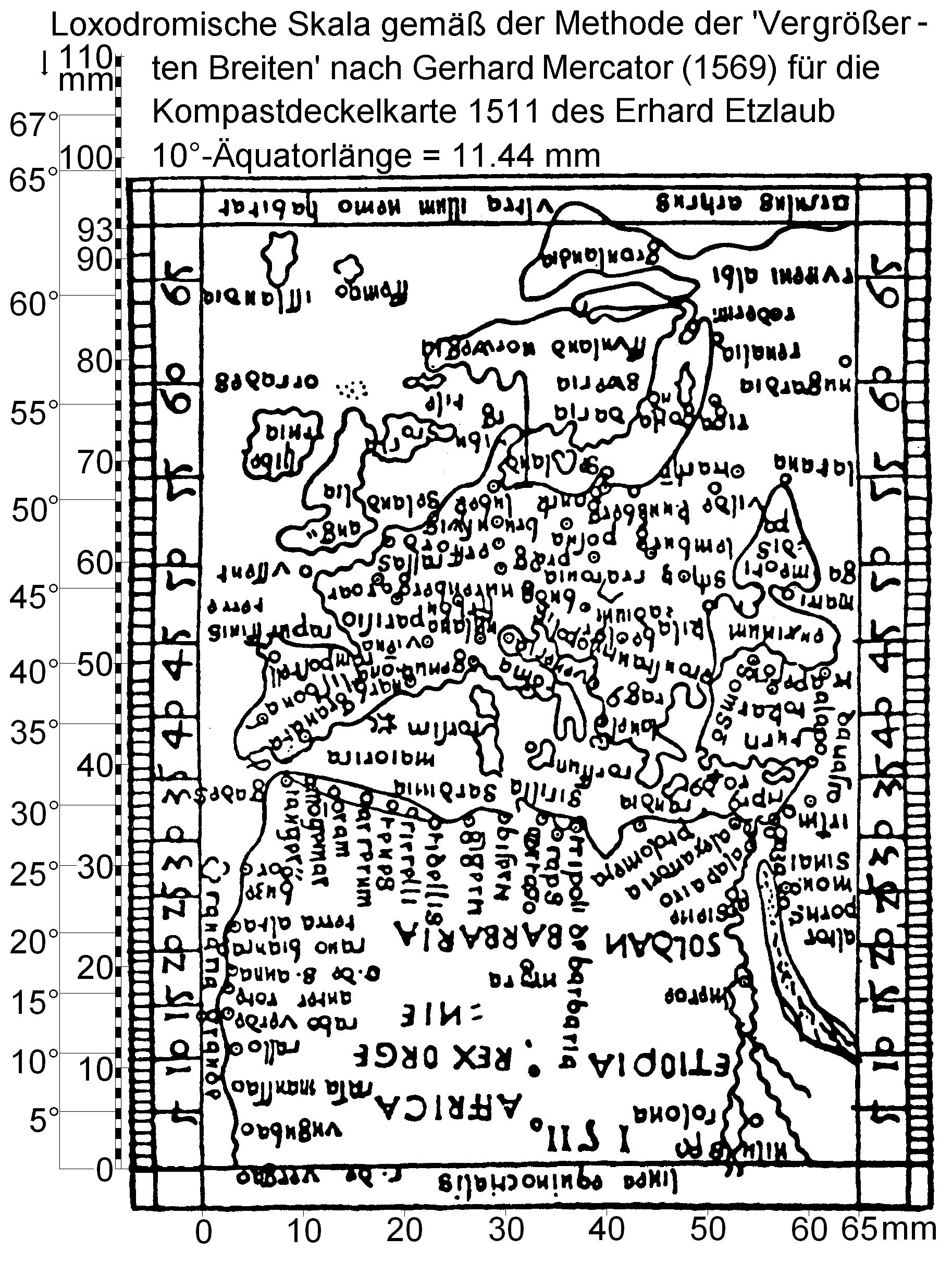
Miniatur-Karte (93 x 65 mm) vom Deckel der Taschen-Sonnenuhr von 1511. Diese und eine ähnliche Karte aus dem Jahr 1513 wurden seit 1917 irrtümlich als Vorläufer der Mercatorprojektion angesehen.

Als kolorierter Einblattdruck wurde die Karte sowie die Romwegkarte von Georg Glockendon gedruckt, nachdem er sie in Holz geschnitten hatte.

### Weitere Karten
Die von Etzlaub gesammelte Datenbasis wurde in der ersten Hälfte des 16. Jahrhunderts von bedeutenden Kartografen wie Martin Waldseemüller (um 1470 bis 1522) und Sebastian Münster (1488–1552) übernommen, häufig auch die Südung seiner Arbeit.
Neben dieser bekanntesten kartografischen Leistung Etzlaubs sind zwei weitere Karten mit Sicherheit nachgewiesen:
- Schon 1492 erschien die Nürnberger Umgebungskarte (Holzschnitt, 39 × 27 cm, gedruckt bei Jorg Glogkendon) als die älteste gedruckte Spezialkarte und politische Karte. Sie zeigt 100 Orte im Radius von 16 Meilen (rund 120 km) um Nürnberg. Die Städte werden schon durch Kreissymbole anstatt der noch bei Cusanus üblichen stilisierten Stadtansichten dargestellt, außerdem ist durch Buchstaben (r für Reichsstadt, b für Bischofsstadt usw.) die politische Zugehörigkeit vermerkt. Dafür existiert nur noch ein früheres Beispiel, die Koblenzer Fragmente.
- Eine 1519 erschienene Karte des Territoriums der Reichsstadt Nürnberg, die von Etzlaub entworfen und vom Nürnberger Michel Graf auf Pergament gemalt wurde (Maßstab ca. 1:30.000, 94 × 84 cm).

Andere Karten sind entweder verschollen oder können Etzlaub nicht mit Sicherheit zugeordnet werden:
- 1507 erhielt Etzlaub von der Stadt Nürnberg den Auftrag, alle Besitzungen der angekauften Herrschaft Hauseck als „geschworener Feldmesser“ aufzunehmen.
- Eine von Etzlaub 1516 gezeichnete Karte des Nürnberger Landgebiets ist in einer Kopie von 1600 erhalten.
- Mit einiger Wahrscheinlichkeit ist (wegen Ähnlichkeiten mit der Karte von 1519) der Waldplan „Nürnberg im Reichswald“ (Pergament, 69 × 59 cm. 1516) Etzlaubs Entwurf.[9]
- Ein Zusammenhang zwischen der ersten Landkarte Böhmens des Apothekers Mikuláš Klaudyán (Nikolaus Klaudian oder Claudianus), die 1518 in Nürnberg bei Hieronymus Höltzel gedruckt wurde, und Etzlaubs Arbeiten ist insofern plausibel, als sich Klaudian zuvor mehrmals in Nürnberg aufgehalten hatte und Etzlaub wenigstens 1517 einen seiner Kalender in tschechischer Sprache herausbrachte, die er selbst aber höchstwahrscheinlich nicht beherrschte. Klaudians Karte ist ebenfalls gesüdet, zeigt eine ähnliche Umrandung Böhmens wie Etzlaubs Romwegkarte, ähnliche Farbgebung und stellt Entfernungen durch Punkte im Abstand von je einer Böhmischen Meile (ca. 9000 m) dar.

## Der Kompassbauer

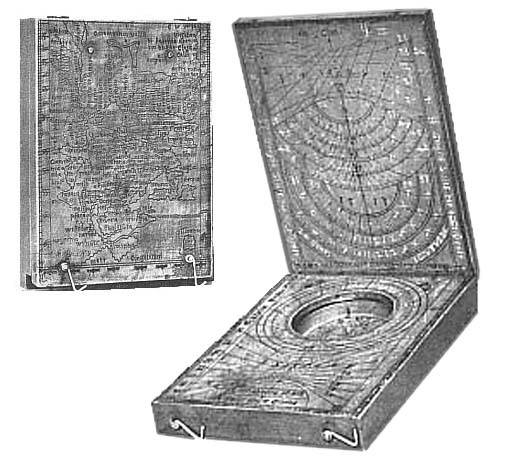
Etzlaubs Sonnenuhr von 1513

Kompass hießen die klappbaren Reise-Sonnenuhren, die in Nürnberg seit den Tagen des Regiomontanus hergestellt wurden und die auch einen Kompass enthielten. Sie wurden auch in der Schifffahrt verwendet. Zwei derartige Stücke Etzlaubs sind erhalten, eines von 1511 befindet sich im Germanischen Nationalmuseum, das andere aus dem Jahr 1513 in den USA.
Die Deckel der Klappsonnenuhren haben Miniaturkarten im Format von etwa 100 × 80 mm eingraviert, die den Bereich vom Äquator bis zum 67. Breitengrad abdecken und zur Justierung dienen. Gebrauchsanweisungen, die Etzlaub gab, sind im derzeit nicht auffindbaren Codex ad Compastum Norembergensem festgehalten (Staatsbibliothek München).
1507 stellt Michael Beheim, Bruder des Globusherstellers Martin Behaim, seinem Bruder Wolfgang brieflich in Aussicht, ihm mehrere solche Stücke nach Lissabon zu senden, sobald Etzlaub sie in einigen Wochen fertig gestellt habe.
1512 lobt Johannes Cochlaeus in seiner Brevis Germaniae Descriptio die handwerkliche Qualität der vor Etzlaub gebauten Sonnenuhren, „die sogar in Rom begehrt seien“.
Dass Etzlaubs Arbeiten mitunter als Vorläufer der Mercatorprojektion kolportiert wurden, beruht auf fehlerhaften Untersuchungen, die Josef Drecker 1917 an den Miniaturkarten durchgeführt hatte. 2004 kommt Krücken zum Schluss: Erhard Etzlaub als einen ‚Vorläufer‘ Gerhard Mercators anzusehen, bleibt weiter ohne ‚fundamantum in re‘.

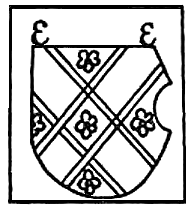
Das Wappen, mit dem Etzlaub ab 1517 viele, jedoch nicht alle seiner Arbeiten signierte.

## Die Almanache
Wandkalender, die neben Festtagen, Voll- und Neumonden und Planetenkonstellationen auch in eher esoterischer Art Gesundheitsempfehlungen und Aderlasszeiten angeben, sind ab 1515 belegt, jedoch nicht fortlaufend erhalten, obwohl angenommen werden darf, dass sie danach jährlich erschienen. Sie waren, je nach beabsichtigtem Verbreitungsgebiet, unterschiedlich ausgeführt. Vom Jahr 1520 etwa sind vier Versionen erhalten, nämlich für Hochstift Eichstätt, Stadt Regensburg, Pfalzbayern und Österreich.
Etliche seiner Almanache führen ab 1517 auch Etzlaubs Wappen, das jedoch den großen deutschen Wappensammlungen unbekannt scheint: Es zeigt in Gold einen aus zwei schrägen und schräglinken roten Leisten gebildeten Schragen, in der Mitte und in den vier Winkeln je eine rote Blüte. Die hier dargestellte Form mit den beiden Versalbuchstaben E am oberen Schildrand findet sich erst nach 1517.